# 163 f.Kr.

## Händelser

### Efter plats

#### Egypten
- Den egyptiske kungen Ptolemaios VI Filometor återbördas till sin tron genom ingripande från invånarna i Alexandria. Romarna intervenerar dock och bestämmer sig för att dela det ptolemaiska riket, varvid de beordrar Ptolemaios VIII Euergetes att ta över Kyrenaika, medan de ger Cypern och Egypten till Ptolemaios VI. De båda bröderna accepterar den romerska delningen.

#### Seleukiderriket
- I tumultet efter Antiochos IV:s död blir guvernören Timarchos av Medien självständig härskare över Medien, i opposition mot Lysias som fungerar som förmyndarregent för den unge Antiochos V Eupator.
- Lysias försöker sluta fred med judarna i Judeen. Han erbjuder dem full religionsfrihet, om de lägger ner sina vapen. Trots att Chasidim accepterar detta propagerar Judas Mackabaios även för full politisk frihet.

#### Romerska republiken
- Den romerske pjäsförfattaren Terentius pjäs Heauton Timorumenos (Självplågaren) uruppförs.

## Födda
- Marcus Aemilius Scaurus, romersk politiker och ambassadör (död 89 f.Kr.)

## Avlidna
- Zhang Yan, formellt känd som Kejsarinnan Xiaohui, kejsarinna under den kinesiska Handynastin